# Peter Leeflang

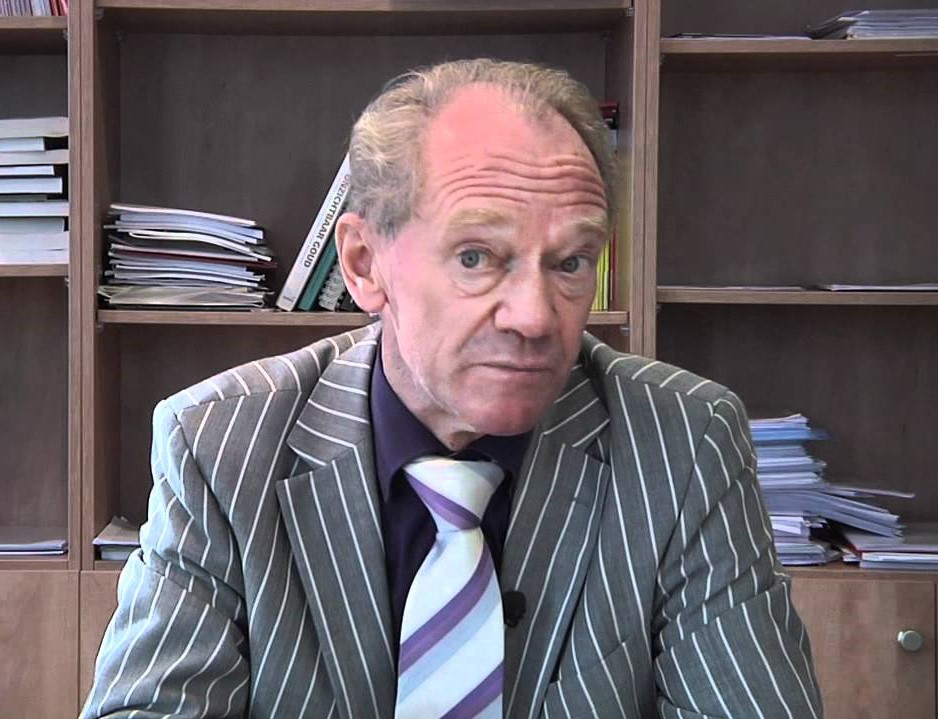
Peter Leeflang, 2011

Peter Samuel Hendrik Leeflang (Schiedam, 1946) is een Nederlands econoom. Hij is emeritus (vernoemd) hoogleraar marketing aan de Rijksuniversiteit Groningen (RUG) in Nederland. Hij bekleedt de Distinguished Frank M. Bass leerstoel in marketing. Naast deze positie is Leeflang tevens aangesteld als Honorary Professor aan Aston Business School (Verenigd Koninkrijk) en LUISS University (Rome). In het verleden heeft hij daarnaast posities gehad aan Goethe University (Frankfurt), University of St Gallen en UCLA (USA). 
Leeflang studeerde econometrie en promoveerde aan de Erasmus Universiteit (Rotterdam). Zijn onderzoeksinteresse gaan uit naar het modelleren van marketen en meer specifiek het meten van de effecten van reclame, sales promotions, new media, concurrentie en farmaceutische marketing. 
Leeflang is een van de oprichters van de European Marketing Academy en in 1999 werd hij lid van de Koninklijke Nederlandse Akademie van Wetenschappen (KNAW). Leeflang begeleidde enkele tientallen promovendi. Verschillende daarvan zijn eveneens als hoogleraar benoemd: Jan van Helden, Hans Kasper, Jan Reuyl, Ad van Goor, Charles Pahud de Mortanges, Michel Wedel, John Koster, Harald van Heerde en Cor Molenaar.
Daarnaast richtte hij in 1981 de Marketing Association Rijksuniversiteit Groningen (MARUG) op. Deze studievereniging is verbonden aan de Rijksuniversiteit Groningen en dient als intermediair tussen marketingtheorie en praktijk. 
Leeflang is erelid bij het Nederlands Instituut voor Marketing (NIMA).

## Onderscheidingen en prijzen
- 2010: Inaugural EMAC Distinguished Marketing Scholar Award (dit is de hoogst mogelijke onderscheiding die een onderzoeker in het veld van Marketing, die lid is van de European Marketing Academy, kan ontvangen).
- 2009: Harold H. Maynard Award voor beste artikel in het Journal of Marketing.
- Winnaar van de J.B. Steenkamp award voor het paper met de hoogste impact in het IJRM en heeft hij de
- ISMS Long Temp Award voor een artikel in Marketing Science geschreven met Harald van Heerde en Dick Wittink.
- Officier in de Orde van Oranje-Nassau.